# Ho Ho Ho
Ho Ho Ho este un film de Crăciun de comedie din 2009. În momentul apariției sale era primul film românesc de Crăciun.
Acțiunea are loc în perioada Crăciunului și îl are în rolul principal pe Ștefan Bănică (junior). Lungmetrajul este regizat de Jesus del Cerro și produs de MediaPro Pictures. Regizorul spaniol a mai lucrat în România la serialul Cu un pas înainte și la filmele de televiziune Contra timp și Contra timp 2.
Filmările au avut loc în perioada 8 iunie - 8 iulie 2009 la Băneasa Shopping City, la MediaPro Studios și în București.

## Sinopsis
Horațiu, un băiețel de 8 ani care încă mai crede în Moș Crăciun, primește drept cadou de Sărbători o zi la mall. Ceea ce ar fi trebuit să fie o zi normală de Crăciun se transformă însă într-o adevărată aventură în momentul în care copilul se pierde de mama sa. El îl întâlnește pe Ion, un pungaș deghizat în Moș Crăciun, aflat în mijlocul unei operațiuni ilegale. 
Spre deosebire de Moșii de la televizor, lui Ion nu pare să îi placă prea mult copiii. Cu toate astea, băiatul e convins că acesta este adevăratul Moș Crăciun și se ține scai de el, provocând tot felul de încurcături pe cât de periculoase, pe atât de amuzante. Până la final, Ion regăsește magia Crăciunului alături de Horațiu, iar băiatul descoperă că miracolele au, într-adevăr, loc.

## Personaje

#### Ion (Moș Crăciun)
Ion este un altfel de Moș Crăciun. Chiar dacă la început nu mai știe cum să scape de el, în scurt timp prinde drag de Horațiu, băiatul fiind singurul care vede ceva bun în el. Mai mult, Horațiu îl ajută să redescopere magia Crăciunului și să isi dea seama cât de mult îi lipsesc fiul și soția, aflați în Italia. 

#### Horațiu
Chiar dacă are numai 8 ani, Horațiu este foarte deștept pentru un copil de vârsta lui: știe engleză, este pasionat de origami și rescrie carți. Iute la minte, reușește să găsească rapid soluții pentru a ieși din situații complicate. Crescut de mamă, Horațiu este o fire optimistă și nu îsi pierde nici un moment încrederea în Ion, pe care îl crede adevaratul Moș Crăciun. În urma aventurii de la mall, Horațiu descoperă în Ion prietenul pe care și l-a dorit mereu.

#### Carmen
Este o femeie tânară, frumoasă și inteligentă, care și-a dedicat viața fiului ei. În clipa în care descoperă că Horațiu a dispărut, face tot posibilul pentru a-l găsi. Când are cel mai mult nevoie de ajutor, destinul i-l scoate în cale pe Marin. Chiar dacă prima impresie despre acesta nu este una dintre cele mai bune, pe parcurs Carmen găsește în Marin un om bun, un prieten și... chiar mai mult de atât.

#### Marin
Este bodyguard la Mall și genul de om care a văzut prea multe filme americane. Se îndrăgostește la prima vedere de Carmen și nu se dă înapoi de la nimic pentru a o ajuta să îl găsească pe Horațiu. Până la final, Carmen îi descoperă adevărata personalitate și între cei doi se înfiripă o poveste de dragoste. Grijuliu și cu o inimă mare, Marin dovedește că poate fi un tată pentru Horațiu.

#### Vandame
Este șeful unei găști de infractori deghizați în Moș Crăciun, gașcă din cauza căreia Ion și Horațiu dau de bucluc. Este rău și acid, însă nu foarte deștept. Are la activ numeroase spargeri.

#### Gora
Adjuncta lui Vandame. Nu este foarte inteligentă și nu vorbește mult.

#### Calistrat
Fiul din flori al lui Vandame. Este prost și naiv, nu știe pe ce lume se află.

## Distribuție
| Numele actorului   | Rol                                        |
| ------------------ | ------------------------------------------ |
| Ștefan Bănică Jr   | Ion                                        |
| Bogdan Iancu       | Horațiu                                    |
| Pavel Bartoș       | Marin                                      |
| Alina Chivulescu   | Carmen                                     |
| Valentin Teodosiu  | Vandame                                    |
| Costin Gabriel     | Calistrat                                  |
| Daniel Popescu     | Sămânță                                    |
| Iulia Lazăr        | Gora                                       |
| Ion Sapdaru        | Mecanic #1                                 |
| Alex Mărgineanu    | Mecanic #2                                 |
| Raluca Aprodu      | Irina                                      |
| David Vasile       | Fiul lui Ion                               |
| Cătălin Măruță     | Prezentator TV                             |
| Cătălin Tocoianu   | Bătăușul                                   |
| Eugenia Bosânceanu | Bunicuța agresată                          |
| Alexandrina Halic  | Vânzătoarea de la magazinul de decorațiuni |
| Mihai Ghior        | Vânzătorul de la magazinul de jucării      |
| Pavel Dan Valeriu  | Bețivul                                    |
| Miki Amilkar       | Barmanul                                   |
| Carmen Florescu    | Colega lui Carmen                          |
| Ingrid Bisu        | Prietena musculosului                      |
| Daniel Stanciu     | Dispecerul                                 |

## Primire
Filmul a fost vizionat de 21.106 de spectatori în cinematografele din România, după cum atestă o situație a numărului de spectatori înregistrat de filmele românești de la data premierei și până la data de 31 decembrie 2014 alcătuită de Centrul Național al Cinematografiei.